# Sydmotorvejen
Sydmotorvejen (M30) er en motorvej på Sjælland, Falster og Lolland. Den går fra Ølby til Rødbyhavn og er en del af europavejene E47 og E55. Den udgør vejdelen af den danske del af Fugleflugtslinjen.
Motorvejen går over Farøbroerne som åbnede i 1985 og går gennem Guldborgsundtunnelen til Lolland.Motorvejen ender i Rødbyhavn, hvorfra der er færgeforbindelse med Scandlines til Puttgarden i Tyskland.

## Historie
| Motorvejsetaper | Motorvejsetaper     | Motorvejsetaper | Motorvejsetaper | Motorvejsetaper | Motorvejsetaper | Motorvejsetaper | Motorvejsetaper |
| Fra             | Frakørsel           | Til             | Frakørsel       | Baner           | KM              | Åbningsår       | Bemærkninger |
| --------------- | ------------------- | --------------- | --------------- | --------------- | --------------- | --------------- | --- |
| Ølby            | motorvejskryds Køge | Dyrehavehus     |                 | 4               |                 | 1969            | Ved Dyrehavehus fortsatte motorvejen over i landevej 151 "knækket" med en lille videreførelsesvej. |
| Dyrehavehus     |                     | Rønnede         | 37              | 4               |                 | 1974            | Ved Dyrehavehus hvor motorvejen fortsatte ud i landevej 151 "knækket", blev kun asfalten fjernet fra videreførelsesvejen og der blev bygget et hus oven på underlaget. I 1990 fik man endelig omryddet grunden fra forureningen. |
| Rønnede         | 37                  | Udby            | 40              | 4               |                 | 1990            | |
| Udby            | 40                  | Farøbroen       |                 | 4               |                 | 1985            | |
| Farøbroen       |                     | Farøbroen       |                 | 4               |                 | 1985            | Ny motorvejsbro |
| Farøbroen       |                     | Eskilstrup      | 44              | 4               |                 | 1985            | |
| Eskilstrup      | 44                  | Majbølle        |                 | 4               |                 | 1985/2007       | Bliver kun anlagt som motortrafikvej, pga. at Farøbroen blev for dyr at bygge. I 2007 stod motorvejen færdig. |
| Majbølle        |                     | Sakskøbing      | 46              | 2               |                 | 1963/2007       | Motorvejen blev kun anlagt som Motortrafikvej. I 2007 stod motorvejen færdig |
| Sakskøbing      | 46                  | Rødbyhavn       |                 | 4               |                 | 1963            | Starten på det første stykke motorvej i Danmark, men blev først færdig i 1963. |